# Christa Bonhoff
Christa Bonhoff ist eine deutsche Sängerin der Stimmlagen Alt und Mezzosopran, die vor allem als Oratoriensängerin tätig ist.

## Leben
Christa Bonhoff wurde in Westfalen geboren. Sie studierte Gesang an der Hochschule für Musik Hamburg bei Annie Schoonus. Bereits während der Studienzeit wurde sie Mitglied im NDR Chor und erhielt Gastverträge an der Hamburgischen Staatsoper. Der Schwerpunkt ihrer Arbeit ist der Konzertgesang.
Sie wirkte solistisch in Aufnahmen von Bachs Weihnachtsoratorium (2002) und Johannes-Passion (2006) mit der Dirigentin Michaela Prentl.
2002 gründete sie zusammen mit Monika Frimmer, Dantes Diwiak und Peter Kooij ein Quartett mit dem Namen Tanto Canto, das seltenes Liedgut sowohl a cappella als auch mit Klavier oder Ensemble aufführt. Das Quartett nahm 2005 Auszüge aus Ohren-vergnügendes und Gemüth-ergötzendes Tafel-Confect (auch Augsburger Tafel-Confect genannt) der Komponisten Valentin Rathgeber und Johann Caspar Seyfert auf, geleitet von Jürgen Sonnentheil.
2004 nahm sie mit dem Kammerchor I Vocalisti, geleitet von Hans-Joachim Lustig, geistliche Musik von Charles Gounod auf. 2005 sang sie in St. Petri, Cuxhaven, in Honeggers Oratorium König David. 2007 sang sie in Rossinis Petite Messe solennelle, geleitet von Matthias Zangerle. In Zusammenarbeit mit der Nordschleswigschen Musikvereinigung sang sie 2008  Francesco Durantes Magnificat, Vivaldis Confitebor und Rossinis frühe Messa di Rimini (1809), 2009 Haydns Missa in angustiis und Bachs Kantate Erschallet, ihr Lieder, erklinget, ihr Saiten!. 2009 sang sie Haydns Paukenmesse in einem Festgottesdienst zum 200. Todestag des Komponisten in St. Petri in Hamburg. 2010 war sie Solistin in einem Konzert der Universität Hamburg im Oratorium Die Glocke von Max Bruch. 2010 sang sie in St. Martin, Idstein, das Mezzosopran-Solo in Verdis Messa da Requiem.
Christa Bonhoff ist mit dem Tenor Dantes Diwiak verheiratet.